# Назар Розлуцький
Назар Розлуцький (повне ім'я Назарій Розлуцький, нар. 27 липня 1988, Івано-Франківськ , Івано-Франківська область, Україна) — історик, дослідник українського визвольного руху, та української діаспори, поет і прозаїк, учасник російсько-української війни.

## Життєпис
Народився 27 липня 1988 в Івано-Франківську.

### Освіта
Середня освіта: СЗШ № 22 м. Івано-Франківська (1995-2005).
Вища освіта: ДВНЗ «Прикарпатський національний університет імені Василя Стефаника» (2005-2010). Спеціальність: історія.
Аспірантура: ДВНЗ «Прикарпатський національний університет імені Василя Стефаника» (2010-2014). Спеціальність: всесвітня історія.
Кандидат історичних наук (2018), Кандидатська дисертація на тему «Боротьба радянського режиму проти українського визвольного руху на території Станіславської області (1944-1956 рр.): військовий аспект».

### Місце роботи
2010–2016 — Івано-Франківський музей визвольної боротьби імені Степана Бандери. Посада: науковий співробітник.
Із 2016 і понині — Музей української діаспори (Київ). Посада: старший науковий співробітник.

### Військова служба
У 2015 р. був мобілізований в ЗСУ. Після двох полігонів (Рівненського та Яворівського) опинився в складі 55-ї окремої артилерійської бригади «Запорізька Січ», в складі якої брав участь в АТО. Із липня 2015 по червень 2016 рр. виконував бойові завдання в зоні АТО/ООС.
Служив у 6-й артилерійській батареї, яка мала на озброєнні важкі гармати 2А36 «Гіацинт-Б». Спочатку був заряджаючим, згодом радіотеолефоністом, відтак у грудні 2015 р. отримав звання молодшого сержанта і посаду командира відділення управління вогнем.
Нагороджений відзнакою «За взірцевість у військовій службі» III ступеня.
З квітня 2022 року знову бере участь у війні з Росією.
| Служба в АТО                                                        |
| ------------------------------------------------------------------- |
| \| \| \| Зона АТО. Назар Розлуцький і кішка Маркіза, січень 2016 \| |
|                                                                     |
| Зона АТО. Назар Розлуцький і кішка Маркіза, січень 2016             |

## Громадська діяльність
Разом зі Златою Біневич та Ігорем Двигало у 2017 заснував мистецько-просвітницький проект «ЗНАЙ НАШИХ», який спрямований на популяризацію української поезії різних епох і стилів.

## Захоплення
Читати та мандрувати любив ще змалку. Улюбленим жанром у дитинстві були казки, у підлітковому віці — пригодницькі повісті. Великий вплив на виховання Назара мали дідусь та бабуся по материній лінії, які проживали в селі Добринів (Рогатинський район, Івано-Франківська область). Багато дошкільного часу та майже усі шкільні канікули проводив у селі, про яке зберіг дуже теплі спогади та враження.
В університеті почав розкривати письменницькі та публіцистичні здібності. Разом із однодумцями заснував «самидавівську» літературно-публіцистичну студентську газету «Вибух зірки», яка виходила раз на місяць. Був головним редактором одинадцяти випусків. У продовження, вже в аспірантські часи заснував газету «Відкрий очі». Також у цей час став автором і редактором декількох «самвидавівських» поетичних збірок.
Надзвичайно любить своє рідне місто — Івано-Франківськ, хоча з 2016 р. проживає в Києві. Обходив майже усі вулиці і двори Івано-Франківська. Збирає історії та легенди про місто, залюбки переповідає їх своїм іногороднім друзям під час зустрічей у ньому.
Із 2010 року захопився мандрівками автостопом та походами в гори. У 2013 р. протягом тридцяти днів мандрував автостопом по Україні, відвідуючи різні міста та цікаві географічні, історичні об'єкти: фортеці у Хотині та Кам'янці-Подільському, село Буша на Вінниччині, Холодний Яр у Черкаській області, руїни Херсонесу, стародавнє кам'яне місто Чуфут-Кале, пустелю Олешківські піски на Херсонщині, Кам'яну Могилу під Мелітополем, острів Хортицю, місце поховання кошового отамана Івана Сірка, Тарасову могилу біля Канева, старовинне єврейське кладовище у Бердичеві, Чортів Камінь у Львівській області та ін. Під час цієї мандрівки, зупинявся, в основному, у власному наметі поблизу річок, озер, а в крайніх випадках — у лісосмугах вздовж траси.
| Мандрівки |
| --------- |
|           |

## Публікації
- «Дружини українських націоналістів: біографічний довідник» (у співавторстві з В. Хомчиком). Видавництво: «Лілея НВ», Івано-Франківськ, 2015.
- «Нотатник мобілізованого». Видавництво «Темпора», Київ, 2018.
- «Прочани». Видавництво «Фенікс», Київ, 2019.
- «Піар для кріпаків» (спільно з Олександром Фріменом та Оксаною Якубович). Видавництво «Ліра», Київ, 2020.
- «Порадник юних українців». Видавництво «АССА», Харків, 2021.
- "Українці у світі: 33 правдиві історії". Видавництво "АССА", Харків, 2022.
- Переспів циклу сонетів Говарда Лавкрафта "Гриби з Югготу" (спільно з Абрагамом Яном Хосебром, Олександром Артамоновим та Віталієм Гречкою). Видавництво Руслана Халікова, Київ, 2025.

Презентація «Нотатника мобілізованого» у Світловодську, травень 2018